# 水管理委員会 (オランダ)

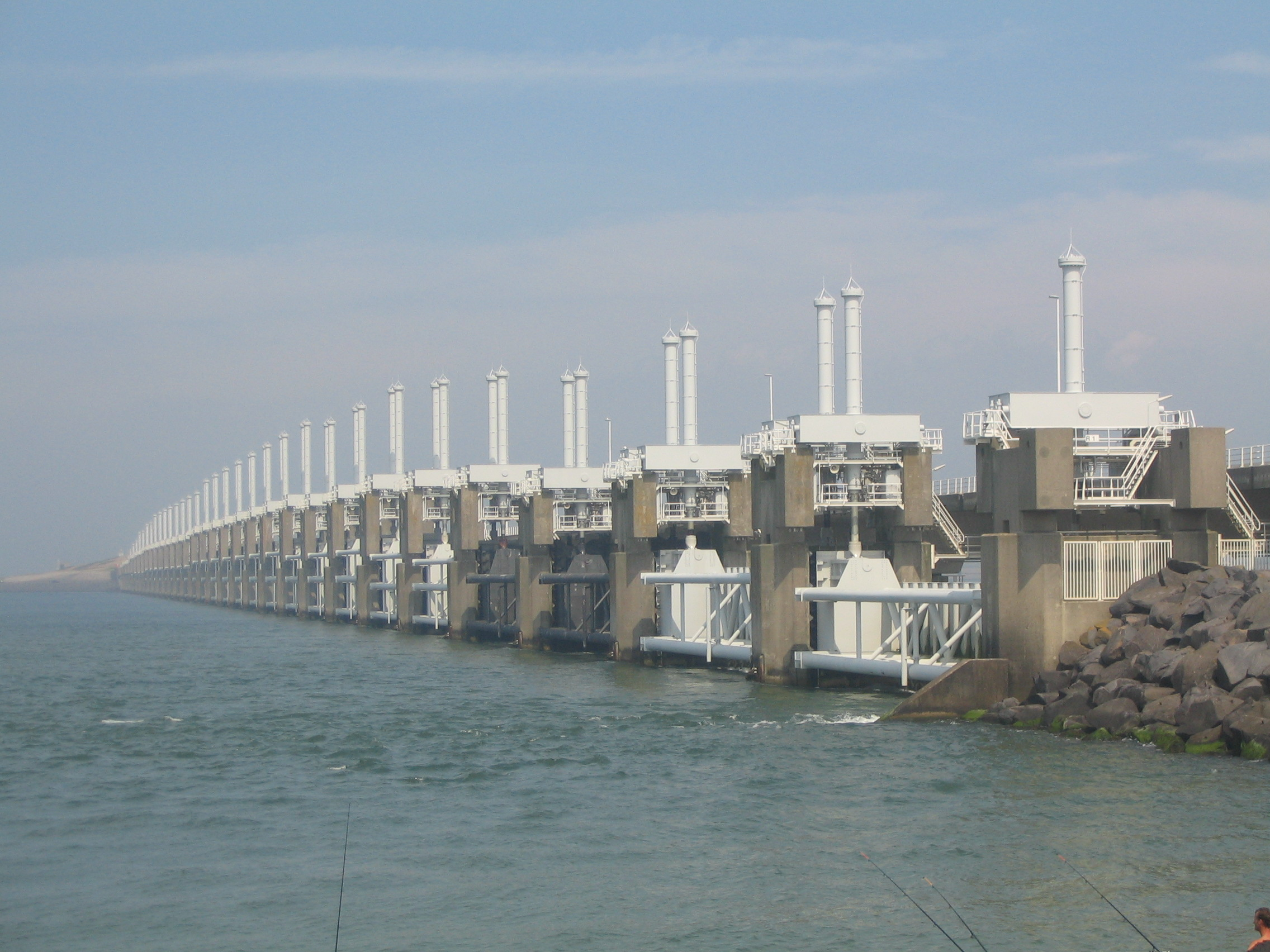
東スヘルデ防潮水門

水管理委員会（オランダ語：Waterschappen、英語：Water board）とは、オランダの地方自治組織のことで、治水施設運営や内水管理を行う事を主目的とした、州や基礎自治体から独立した行政組織である。オランダで最も早く形成された自治組織のうちの一つで、最も歴史ある委員会はその歴史を13世紀まで遡れる。

## 業務
- 水防施設（ダム、堤防、水門、砂丘など）の運営管理
- 水路施設（運河、閘門など）の運営管理
- 干拓地や水路の水位管理
- 内水域の水質管理（排水水質規制）

なお、上水道に関する事務は行っていない。